# Murmańska Grupa Armijna
Murmańska Grupa Armijna – radziecka grupa armijna sformowana we wrześniu 1939 w ramach reorganizacji struktury organizacyjnej Armii Czerwonej, prowadzonej od 1937. 